# Stolella indica
Stolella indica är en mossdjursart som beskrevs av Annandale 1909. Stolella indica ingår i släktet Stolella och familjen Plumatellidae. Inga underarter finns listade i Catalogue of Life.